# Salvius Tryphon
Salvius, dit Tryphon (mort vers 99 av. J.-C.) est un joueur de flûte qui est proclamé roi par les esclaves révoltés de Sicile lors de la deuxième Guerre servile. Lorsqu'il jouait de la flûte, il entrait en transe et affirmait être inspiré par les dieux, ce qui impressionnait ses partisans. Selon Marie-Françoise Baslez, Salvius était, comme Eunus, un leader charismatique dont l'idéologie était théocratique (voir Marie-Françoise Baslez et Christian-Georges Schwentzel, Les dieux et le pouvoir : aux origines de la théocratie, PUR, 2016, p. 45).

## Histoire
Tentant d'établir un royaume hellénistique dans le sud de la péninsule italienne, au détriment de la République romaine, il prend le nom de Tryphon en l'honneur du Séleucide Diodote Tryphon.
Enfermé dans Triocala, il résiste quelque temps aux armées romaines, mais il est battu et fait prisonnier en 99 av. J.-C. par le proconsul Aquilius.